# Faid
Faid település Németországban, Rajna-vidék-Pfalz tartományban. Lakosainak száma 1054 fő (2023. december 31.).

## Népesség
A település népességének változása:
| Lakosok száma | 796  | 1038 | 1042 | 1054 | 1037 | 1054 |
|               | 1975 | 2017 | 2019 | 2021 | 2022 | 2023 |